# Kalinauka (rejon soligorski)
Kalinauka (biał. Калінаўка; ros. Калиновка) – osiedle na Białorusi, w obwodzie mińskim, w rejonie soligorskim, w sielsowiecie Akciabr.